# Аш-Шахрани, Ибрахим
Ибраги́м Сувайи́д а́ш-Шахрани́ (араб. إبراهيم سويد الشهراني‎; род. 21 июля 1974, Абха) — саудовский футболист, полузащитник. Выступал за сборную Саудовской Аравии. Участник чемпионата мира 1998 года и чемпионата мира 2002 года.

## Карьера

### Клубная
Профессиональную карьеру начал в 1996 году в клубе «Аль-Наср» из Эр-Рияда, за время выступления в котором выиграл вместе с командой Кубок Саудовской федерации футбола, Кубок обладателей кубков Азии, Суперкубок Азии и Клубный кубок чемпионов Персидского залива. В 1998 году перешёл в «Аль-Ахли» из Джидды, за который играл до 2004 года и в составе которого стал обладателем Кубка наследного принца Саудовской Аравии, дважды победителем Кубка Саудовской федерации футбола, победителем Турнира принца Фейсала бин Фахада для арабских клубов и обладателем Клубного кубка чемпионов Персидского залива. В 2004 году перешёл в другой клуб из Джидды «Аль-Иттихад», за который играет по сей день, завоевав за это время с клубом впервые в своей карьере титул чемпиона Саудовской Аравии, став финалистом первого в истории розыгрыша Саудовского кубка чемпионов, впервые для себя выиграв Лигу чемпионов АФК и ещё раз победив в Арабской лиге чемпионов.

### В сборной
В составе главной национальной сборной Саудовской Аравии выступал с 1997 по 2005 год, сыграв за это время 62 матча и забив 8 мячей в ворота соперников. Участник чемпионата мира 1998 года и чемпионата мира 2002 года, на которых выходил на поле во всех 6-ти матчах своей команды. Вместе с командой становился финалистом Кубка Азии в 2000 году, а также дважды обладателем Кубка арабских наций и Кубка наций Персидского залива.

## Достижения
- Финалист Кубка Азии (1): 2000
- Обладатель Кубка арабских наций (2): 1998, 2002
- Обладатель Кубка наций Персидского залива (2): 2002, 2003
- Чемпион Саудовской Аравии (1): 2006/07
- Обладатель Кубка наследного принца Саудовской Аравии (2): 1997/98, 2001/02
- Обладатель Кубка Саудовской федерации футбола (3): 1997/98, 2000/01, 2001/02
- Финалист Саудовского кубка чемпионов (1): 2008
- Победитель Лиги чемпионов АФК (1): 2005
- Обладатель Кубка обладателей кубков Азии (1): 1998
- Обладатель Суперкубка Азии (1): 1998
- Победитель Турнира принца Фейсала бин Фахада для арабских клубов (1): 2001/02
- Победитель Арабской лиги чемпионов по футболу (1): 2004/05
- Обладатель Клубного кубка чемпионов Персидского залива (2): 1997, 2002